# Torneo Femenino de la AsoGuayas 2023
El campeonato provincial de fútbol femenino de Guayas 2023 fue la 3.ª edición del Torneo Femenino de la AsoGuayas de la provincia de Guayas. El torneo fue organizado por la Asociación de Fútbol del Guayas (AFG) y avalado por la Federación Ecuatoriana de Fútbol. Participaron 4 clubes de fútbol y entregó al campeón y vicecampeón los cupos a los play-offs del Ascenso Nacional Femenino 2023 por el ascenso a la Súperliga Femenina de Ecuador.
El torneo comenzó el 16 de agosto y culminó el 1 de octubre.

## Sistema de campeonato
El sistema determinado para esta edición por la Asociación de Fútbol del Guayas fue de la siguiente maneraː
- Primera fase: Juegan todos contra todos. Los equipos que estén ubicados entre los dos primeros lugares, jugarán la final.
- Final: Juegan una final única. En caso de empate en el tiempo reglamentario irán a tiempo extra. Si el empate se mantiene, el título se define a través de los tiros penales.

## Equipos participantes
| Equipos participantes | Equipos participantes | Equipos participantes         |
| --------------------- | --------------------- | ----------------------------- |
|                       |                       |                               |
| Equipo                | Ciudad                | Estadio                       |
| Club Sport Emelec     | Guayaquil             | Estadio Holcin Arena          |
| Octubrinas            | Guayaquil             | Estadio Alejandro Ponce Noboa |
| Guayaquil City FC     | Guayaquil             | Estadio Alejandro Ponce Noboa |
| La Familia FC         | Guayaquil             | Estadio Alejandro Ponce Noboa |

## Primera fase

### Posiciones
| Pos. | Equipo         | Pts. | PJ | G | E | P | GF | GC | Dif. |  |
| ---- | -------------- | ---- | -- | - | - | - | -- | -- | ---- |  |
| 1    | 9 de Octubre   | 13   | 5  | 4 | 1 | 0 | 25 | 2  | +23  |  |
| 2    | Emelec         | 10   | 5  | 3 | 1 | 1 | 35 | 2  | +33  |  |
| 3    | Guayaquil City | 6    | 5  | 2 | 0 | 3 | 13 | 17 | −4   |  |
| 4    | La Familia     | 0    | 5  | 0 | 0 | 5 | 2  | 54 | −52  |  |

 Fuente: @AsoGuayas
Criterios de clasificación: 1) Puntos; 2) Diferencia de goles; 3) Goles marcados
|  | Clasifica a la Final y a los play-offs del Ascenso Nacional Femenino 2023. |

### Partidos
- Los horarios corresponden al huso horario de Ecuador: (UTC-5).

| 9 de Octubre | 5 - 0  | Guayaquil City | Cancha #2 Asoguayas | 16 de agosto | 13:00 |  |
| Emelec       | 22 - 0 | La Familia     | Cancha #2 Asoguayas | 16 de agosto | 15:15 |  |

| 9 de Octubre   | 1 - 1 | Emelec     | Cancha #2 Asoguayas | 26 de agosto | 11:15 |  |
| Guayaquil City | 5 - 2 | La Familia | Cancha #2 Asoguayas | 26 de agosto | 13:30 |  |

| Emelec     | 3 - 0  | Guayaquil City | Cancha #2 Asoguayas | 31 de agosto | 13:30 |  |
| La Familia | 0 - 11 | 9 de Octubre   | Cancha #2 Asoguayas | 31 de agosto | 15:45 |  |

| La Familia     | 0 - 9 | Emelec       | Cancha #2 Asoguayas | 6 de septiembre | 11:00 |  |
| Guayaquil City | 1 - 7 | 9 de Octubre | Cancha #2 Asoguayas | 6 de septiembre | 13:30 |  |

| La Familia | 0 - 7 | Guayaquil City | Alejandro Ponce Noboa | 9 de septiembre | 13:30 |  |
| Emelec     | 0 - 1 | 9 de Octubre   | Alejandro Ponce Noboa | 9 de septiembre | 15:45 |  |

## Final
| Nueve de Octubre | 1:2 | Emelec | Alejandro Ponce Noboa | 1 de octubre | 16:05 |  |

## Campeón
|                            |
|                            |
| Campeón Emelec 1.er título |

## Goleadoras
- Al momento, no tenemos información de las goleadoras de algunas fechas del Torneo Femenino del Guayas.